# Octobre 2007 en sport
 (juin 2021).
Si vous disposez d'ouvrages ou d'articles de référence ou si vous connaissez des sites web de qualité traitant du thème abordé ici, merci de compléter l'article en donnant les références utiles à sa vérifiabilité et en les liant à la section « Notes et références ».

## Principaux rendez-vous sportifs du mois d'octobre 2007
- 7 septembre au 20 octobre :  Coupe du monde de rugby à XV.
- 24 septembre au 7 octobre, Basket-ball : Championnat d'Europe féminin en Italie.
- 28 septembre au 6 octobre, Escrime : Championnats du monde d'escrime à Saint-Pétersbourg (Russie).
- 1er au 7 octobre, Tennis : Tournois ATP de Tokyo et de Metz. Tournois WTA de Stuttgart, de Tokyo et de Tachkent.
- 2 et 3 octobre, Football : Ligue des champions (2e journée).
- 4 octobre, Football : Coupe UEFA (1er tour retour).
- 5 au 7 octobre, Rallye : Rallye de Catalogne.
- 7 octobre : 
  - Formule 1 : Grand Prix du Japon.
  - Cyclisme : Grand Prix de Zurich.
- 8 au 14 octobre, Tennis : Tournois ATP de Vienne, de Stockholm et de Moscou. Tournois WTA de Moscou et de Bangkok.
- 12 au 14 octobre : Rallye, Tour de Corse.
- 14 octobre : 
  - Cyclisme : Paris-Tours.
  - Moto : Grand Prix d'Australie.
- 14 octobre au 21 octobre : 4e Jeux mondiaux militaires en Inde.
- 15 au 21 octobre, Tennis : Masters de Madrid et Tournois WTA de Zurich et de Tel-Aviv.
- 18 au 21, Karaté : championnats du monde de karaté juniors et cadets 2007.
- 20 octobre, Cyclisme : Tour de Lombardie.
- 21 octobre, Formule 1 : Grand Prix du Brésil.
- 21 octobre : 
  - Moto : Grand Prix de Malaisie.
  - Champ Car : Grand Prix de Surfer's Paradise.
- 22 au 28 octobre, Tennis : Tournois ATP de Bâle, de Saint-Pétersbourg et de Lyon (FRA). Tournoi WTA de Linz.
- 23 et 24 octobre, Football : Ligue des champions (3e journée).
- 25 octobre, Football : Coupe UEFA (1re journée).
- 26 au 28 octobre, Rallye : Rallye du Japon.
- 28 octobre, Moto : Grand Prix du Portugal.
- 29 octobre au 4 novembre, Tennis : Masters de Paris-Bercy. Tournois WTA de Québec et de d'Hasselt.
- 30 octobre au 4 novembre : Open de France de tennis de table à Toulouse.

## Lundi1eroctobre
- Escrime : Championnats du monde d'escrime. L'Allemande Britta Heidemann remporte le titre à l'épée féminine en battant en finale la Chinoise Li Na.

## Mardi2 octobre
- Escrime : Championnats du monde d'escrime. Le champion russe Stanislav Pozdniakov bat en finale l'Italien Aldo Montano. En remportant son cinquième titre, il devient l'escrimeur le plus titré aux championnats du monde rejoignant Alexandre Romankov.

## Mercredi3 octobre
- Escrime : Championnats du monde d'escrime. Le hongrois Krisztián Kulcsár remporte le titre à l'épée en battant en finale le français Erik Boisse.

## Jeudi4 octobre
- Escrime : Championnats du monde d'escrime. L'italienne Valentina Vezzali bat en finale du fleuret féminin sa compatriote Margherita Granbassi. Elle remporte ainsi son cinquième titre de championne du monde et rejoint dans tableau des honneurs les russes Alexandre Romankov et Stanislav Pozdniakov.

## Vendredi5 octobre
- Escrime : Championnats du monde d'escrime. La France fait coup double aux épreuves par équipe du jour: Au sabre féminin l'équipe de France bat l'équipe nationale d'Ukraine et au fleuret masculin elle bat en finale l'équipe nationale d'Allemagne.

## Samedi6 octobre
- Escrime : Championnats du monde d'escrime. 
  - La France remporte l'épreuve d'épée féminine par équipe en battant 45 à 32 l'équipe de Russie en finale. L'Allemagne termine troisième.
  - Dans l'épreuve de sabre masculin par équipe, l'équipe de Hongrie a battu en finale l'équipe de France sur le score de 45 à 43.

## Dimanche7 octobre
- Escrime : Championnats du monde d'escrime. 
  - La France remporte l'épreuve d'épée masculine par équipe en battant 45 à 38 l'équipe d'Italie en finale. La Hongrie termine troisième.
  - L'équipe de Pologne remporte la dernière épreuve des championnats : le fleuret féminin en battant en finale l'équipe de Russie. Le Japon termine troisième.